# ステアフット鉄道事故
ステアフット鉄道事故（英: Stairfoot rail accident）とはイングランドサウス・ヨークシャー州ステアフットで発生した鉄道事故である。

## 事故の経過
1870年12月12日、バーンズリー・トップヤード (Barnsley top yard) で10両編成の貨車が119分の1勾配に停車していた。車輪のスポークの間にあった1つの輪止めがこれらを停車させていた。この状態で2両のガスタンク車の入れ替え作業が行われたが、ガスタンク車が貨車に衝突し、輪止めが破損して12両の貨車が動き始めた。2人の転轍手がブレーキをピンで留めようとしたが効果がなかった。勾配が72分の1に増え、貨車は急速に加速し、3つの信号扱所を通過した。これらの信号扱所は暴走列車の進路を変えるための分岐器を備えていなかった。一方、18時15分にバーンズリーを発車した旅客列車が1.5マイル離れたステアフット駅に停車していた。暴走列車は停車中の列車に少なくとも40mphで追突し、15人が死亡、59人が負傷した。
調査により貨物列車の車掌が停車中の貨車を十分に固定しなかったという重大な過ちを犯していたことがわかった。操車場のレイアウトもまた、このような事故が発生した場合に本線を保護する脱線転轍器が設置されていないと非難された。